# Nam Ji-hyun
Nam Ji-hyun (* 17. September 1995 in Incheon) ist eine südkoreanische Schauspielerin, die ihre Laufbahn 2002 begann und vor allem durch ihre Auftritte in Fernsehserien sowie als Mi-na im Katastrophenfilm Tunnel Bekanntheit erlangte.

## Leben
Nam Ji-hyun begann ihre schauspielerische Laufbahn bereits als Kinderdarstellerin in Fernsehserien im Jahr 2002. Ihre erste kleine Filmrolle folgte 2005 in Das Schwert des Prinzen – Shadowless Sword.
2009 synchronisierte Nam Ji-hyun in der koreanischen Fassung des Computeranimationsfilms Astro Boy – Der Film die Rolle der Cora. Im selben Jahr war sie in sieben Folgen als junge Prinzessin Deokman im Historiendrama Queen Seondeok zu sehen. 2011 spielte Nam Ji-hyun als Ji-min eine der Hauptrollen im Drama A Reason to Live an der Seite von Song Hye-kyo. 2014 war sie in 20 Folgen der Serie Angel Eyes als jüngere Version der von Koo Hye-sun gespielten Hauptfigur Yoon Soo-wan zu sehen.
Größere Bekanntheit außerhalb Koreas erzielte Nam Ji-hyun 2016 durch ihre Rolle als Mi-na im Katastrophenfilm Tunnel an der Seite von Ha Jung-woo und Bae Doona. In der ebenfalls 2016 erschienenen Serie Shopping King Louie spielte sie die Hauptrolle der Ko Bok-shil neben Seo In-guk. Es folgten eine weitere Serien-Hauptrollen in 40 Folgen von Suspicious Partner als Eun Bong-hee im Jahr 2017 sowie 2018 als Yoon Yi-seo in 100 Days My Prince. 2021 spielte Nam Ji-hyun eine der Hauptrollen in der Streaming-Serie The Witch’s Diner. Für ihre schauspielerischen Leistungen wurde sie unter anderem mit insgesamt 3 KBS Drama Awards ausgezeichnet (verliehen 2012 sowie zweimal 2014) und 2013 als beste neue Schauspielerin für einen Blue Dragon Award nominiert.
Von 2014 bis zu ihrem Abschluss 2020 studierte Nam Ji-hyun neben ihrer Schauspielkarriere Psychologie an der Sogang University.

## Filmografie (Auswahl)
- 2005: Das Schwert des Prinzen – Shadowless Sword (Muyeonggeom)
- 2007: Mapado 2: Back to the Island (Mapado 2)
- 2008: East of Eden (Eden-ui Dong-jjok; Fernsehserie)
- 2009: Astro Boy – Der Film (Astro Boy; Synchronstimme)
- 2009: Prinzessin Deokman (Seondeok Yeowang; Fernsehserie, 7 Folgen)
- 2009: Will It Snow for Christmas? (Keuriseumaseue Nuni Olkkayo?; Fernsehserie, eine Folge)
- 2010: Giant (Jaieonteu; Fernsehserie, eine Folge)
- 2011: A Reason to Live (Oneul)
- 2013: Hwayi: A Monster Boy (Hwa-i: Goemureul Samkin Ai)
- 2014: Angel Eyes (Enjel Aijeu; Fernsehserie, 20 Folgen)
- 2016: Tunnel (Teoneol)
- 2016: Shopping King Louie (Syoping-wang ru-i; Fernsehserie, 16 Folgen)
- 2017: Suspicious Partner (Susanghan Pateuneo; Fernsehserie, 40 Folgen)
- 2018: 100 Days My Prince (Baegirui Nanggunnim; Fernsehserie, 16 Folgen)
- 2020: 365: Repeat the Year (Unmyung-eul Geoseureuneun 1nyeon; Fernsehserie, 24 Folgen)
- 2021: The Witch’s Diner (Manyeosikdang-euro Oseyo; Streaming-Serie, 8 Folgen)
- 2022: Little Women (Jag-eun Assideul; Fernsehserie, 16 Folgen)